# Hayri Polat
Hayri Polat (ur. 4 kwietnia 1948 w Elmalı; zm. 4 listopada 2013 w Antalyi) – turecki zapaśnik walczący w stylu wolnym. Olimpijczyk z Monachium 1972, gdzie odpadł w eliminacjach w kategorii do 82 kg.
Zajął szóste miejsce na mistrzostwach świata w 1974. Srebrny medalista mistrzostw Europy w 1973 roku.